# Пещера духов
Пеще́ра ду́хов (тайск. ถ้ำผีแมน, Тхампхимэн) — археологический памятник на северо-западе Таиланда, в районе Пангмапха провинции Мэхонгсон. Расположена в известняковом массиве на высоте 650 метров над уровнем моря. Здесь представлены культурные слои от археологической культуры Хоа-Бинь до позднего бронзового века (с 12-го тысячелетия по первый век до нашей эры). Раскопан в 1960-х годах американским археологом Честером Горманом.

## Описание
Раскопки провёл в июне—июле 1966 года американский археолог и антрополог Честер Горман (1938—1981). Пещера духов расположена в районе Пангмапха провинции Мэхонгсон на северо-западе Таиланда в известняковом массиве на высоте 650 метров над уровнем моря, на стороне холма над рекой Салуин.

## Археология
Присутствие человека на этом памятнике задокументировано с позднего палеолита до раннего неолита, но основные слои населения представляли хоабиньских охотников-собирателей. Радиоуглеродное датирование органической смолы на некоторых черепках керамики указало на поздний неолит—бронзовый век, что противоречит утверждениям Гормана о палеолитическом возрасте памятника. Радиоуглеродное датирование четырёх дактилей пресноводного краба (Indochinamon sp.) из Пещеры духов показало, что все они относятся к раннему голоцену, что согласуется с утверждениями Гормана о заселении во время перехода от плейстоцена к голоцену.
В 1972 году У. Г. Солхейм, директор проекта, частью которого была Пешера духов, опубликовал в журнале Scientific American статью, в которой обсуждались находки из пещеры. Хотя Солхейм отметил, что образцы могут быть «просто дикими видами, собранными в окружающей сельской местности», он утверждал, что обитатели Пещеры духов обладали «передовыми знаниями в области садоводства». Хронологическая таблица Солхейма предполагает, что «зарождающееся сельское хозяйство» возникло примерно за 20 000 лет до нашей эры в Юго-Восточной Азии. Он также предполагает, что керамическая технология была изобретена за 13 000 лет до нашей эры, хотя в Пещере духов керамика датируется после 6800 лет до нашей эры.
В пещере выделено два основных горизонта и несколько культурных слоёв. В позднепалеолитическом слое (12—10-е тысячелетия до нашей эры) найдены заглаженные камни, напоминающие песты, ретушированные отщепы, отполированные пластины, четырёхгранные топоры, ножи и прочие рубящие орудия, относящиеся к суматралитам (или чопперам); в слоях девятого—восьмого тысячелетий — суматралиты, округлые дисковидные скрёбла, а также более обработанные отщепы. Не позднее седьмого тысячелетия здешние обитатели стали производить керамику, украшая её верёвочным орнаментом. Пещера характеризуется большим количеством флористических и фаунистических находок. Выделено около 22 видов растений, преобладающим является канариум филиппинский. С конца седьмого тысячелетия до нашей эры население Пещеры духов переходило от собирательского хозяйства, при котором преобладало рыболовство и охота, и раннего земледелия к рисоводческому хозяйству. Обнаружены фрагменты типичных каменных жатвенных ножей.
Крупнозернистый кварцит — самый распространённый в пещере камень, найденный в обоих слоях. Горман использовал находки в Пещере духов, чтобы обосновать идею о том, что культура Хоа-Бинь была технокомплексом из-за реакции на сходные экологические адаптации.